# シリアスマン
『シリアスマン』（原題: A Serious Man）は、コーエン兄弟製作・監督・脚本による2009年のアメリカのコメディ映画。第82回アカデミー賞の作品賞及び脚本賞にノミネートされた。
日本では「監督主義プロジェクト」の第2弾として2011年2月26日に公開した。2014年現在、日本でDVDは発売されておらず、ネット配信のみで視聴することができる。

## ストーリー
1967年。ミネソタ州ミネアポリス郊外にあるユダヤ人コミュニティーで家族と共にマイホームに住むラリー・ゴプニックは、大学で物理学を教える平凡で真面目な中年のユダヤ人である。
しかし、彼の周りで徐々に小さな問題が持ち上がり始めていた。ラリーの兄アーサーは無職で病を患っており、ゴプニック家に居ついてしまって出て行く気配がない。ヘブライ学校に通う長男ダニーは授業中に聞いていた小型ラジオを隠していた20ドルと共に没収され、乱暴な同級生にマリファナ代金が払えずにおびえる。同じくヘブライ学校に通う長女サラは鼻の整形を企み、ダニーと争う。さらにラリーの生徒である韓国系学生クライヴは、ラリーが成績をFにした事に腹を立てて賄賂を置いていき、帰宅すると非ユダヤ人の隣人ブラントが家の境界を超えて芝を刈ってしまう。果てにはラリーの妻ジュディスが突然離婚したいと言い出し、さらにはラリーの友人・サイとの再婚まで考えているという。次々に問題が襲い、混乱を隠せないラリーは地元コミュニティーのラビに相談する。しかしこれらの問題は、その先に待っている巨大な脅威の前触れに過ぎなかった。

## キャスト
- ローレンス・“ラリー”・ゴプニック： マイケル・スタールバーグ
- アーサー・ゴプニック： リチャード・カインド
- ジュディス・ゴプニック：サリ・レニック（英語版）
- ダニー・ゴプニック：アーロン・ウルフ
- サラ・ゴプニック：ジェシカ・マクメイナス
- サイ・エイブルマン： フレッド・メラメッド
- ドン・ミルグラム： アダム・アーキン
- ラビ・マルシャク： アラン・マンデル
- ラビ・ナクトナー： ジョージ・ワイナー
- ラビ・スコット・ギンスラー： サイモン・ヘルバーク
- Dr.シャピロ： レイ・バーク
- Mrs. ヴィヴィアン・サムスキー： エイミー・ランデッカー
- ソロモン・シュルツ： マイケル・ラーナー

## サウンドトラック
映画では、ジミ・ヘンドリックスのマシン・ガンと、1960年代のロックバンドジェファーソン・エアプレインの楽曲が多数使われている。

## 受賞・ノミネート
| 映画賞                               | 部門                                     | 候補                        | 結果       |
| ------------------------------------ | ---------------------------------------- | --------------------------- | ---------- |
| アカデミー賞                         | 作品賞                                   |                             | ノミネート |
| アカデミー賞                         | 脚本賞                                   | ジョエル&イーサン・コーエン | ノミネート |
| ゴールデングローブ賞                 | 主演男優賞（ミュージカル・コメディ部門） | マイケル・スタールバーグ    | ノミネート |
| 英国アカデミー賞                     | オリジナル脚本賞                         | ジョエル&イーサン・コーエン | ノミネート |
| インディペンデント・スピリット賞     | 監督賞                                   | ジョエル&イーサン・コーエン | ノミネート |
| インディペンデント・スピリット賞     | 撮影賞                                   | ロジャー・ディーキンス      | 受賞       |
| インディペンデント・スピリット賞     | ロバート・アルトマン賞                   |                             | 受賞       |
| 全米映画批評家協会賞                 | 脚本賞                                   | ジョエル&イーサン・コーエン | 受賞       |
| 放送映画批評家協会賞                 | 作品賞                                   |                             | ノミネート |
| 放送映画批評家協会賞                 | オリジナル脚本賞                         | ジョエル&イーサン・コーエン | ノミネート |
| サテライト賞                         | 作品トップ10                             |                             | 受賞       |
| サテライト賞                         | 主演男優賞（ミュージカル・コメディ部門） | マイケル・スタールバーグ    | 受賞       |
| サテライト賞                         | オリジナル脚本賞                         | ジョエル&イーサン・コーエン | ノミネート |
| サテライト賞                         | 撮影賞                                   | ロジャー・ディーキンス      | ノミネート |
| オンライン映画批評家協会賞賞         | 作品賞                                   |                             | ノミネート |
| オンライン映画批評家協会賞賞         | 監督賞                                   | ジョエル&イーサン・コーエン | ノミネート |
| オンライン映画批評家協会賞賞         | オリジナル脚本賞                         | ジョエル&イーサン・コーエン | ノミネート |
| オンライン映画批評家協会賞賞         | 撮影賞                                   | ロジャー・ディーキンス      | ノミネート |
| ニューヨーク映画批評家オンライン賞   | トップ10作品                             |                             | 受賞       |
| ワシントンD.C.映画批評家協会賞       | 脚本賞                                   | ジョエル&イーサン・コーエン | ノミネート |
| ボストン映画批評家協会賞             | 脚本賞                                   | ジョエル&イーサン・コーエン | 受賞       |
| サンディエゴ映画批評家協会賞         | キャスト賞                               |                             | ノミネート |
| サンディエゴ映画批評家協会賞         | 脚本賞                                   | ジョエル&イーサン・コーエン | ノミネート |
| ナショナル・ボード・オブ・レビュー賞 | 作品賞トップ10                           |                             | 受賞       |
| ナショナル・ボード・オブ・レビュー賞 | 脚本賞                                   | ジョエル&イーサン・コーエン | 受賞       |
| 全米脚本家組合賞                     | 脚本賞                                   | ジョエル&イーサン・コーエン | ノミネート |